# Do You Think About Me
Do You Think About Me – drugi singiel amerykańskiego rapera 50 Centa z albumu Before I Self Destruct. Został wydany 16 stycznia, 2010 roku, a w Wielkiej Brytanii 22 marca tego samego roku.

## Lista utworów
Digital single
1. "Do You Think About Me" (featuring Governor/Explicit album version) – 3:26
2. "Do You Think About Me" (music video/clean) – 3:52

UK Promo CD
1. "Do You Thick About Me" (Super Clean Edit)"(featuring Governor/Clean album version) – 3:26
2. "Do You Think About Me" (Instrumental)– 3:26
3. "DO You Think About Me" (Does It Offend You Bobby Bloomfield Remix)– 5:34
4. "Do You Think About Me" (Space Cowboy Remix)– 4:01
5. "Do You Think About Me" (Raw Man)– 3:47
6. "Do You Think About Me" (Space Cowboy Dub Remix)– 7:14

USA Promo CD
1. "Do You Think About Me" (Album Version)– 3:26
2. "Do You Think About Me" (Album Clean)– 3:26
3. "Do You Think About Me" (Instrumental)– 3:27

## Notowania
| Notowanie (2009–2010)                         | Kraj              | Pozycja |
| --------------------------------------------- | ----------------- | ------- |
| UK Singles Chart                              | Wielka Brytania   | 105     |
| UK R&B Chart                                  | Wielka Brytania   | 32      |
| U.S. Billboard Bubbling Under Hot 100 Singles | Stany Zjednoczone | 4       |
| U.S. Billboard Hot R&B/Hip-Hop Songs          | Stany Zjednoczone | 26      |
| U.S. Billboard Hot Rap Tracks                 | Stany Zjednoczone | 15      |